# 1915年8月24日月食
1915年8月24日月食为一次在协调世界时1915年8月24日出現的半影月食。該次月食半影食分為0.600、全影食分為-0.417。

## 概述
這次月食的食分是22.14。

## 基本參數
- 類型：半影月食
- 食甚資料：
  - 日期：1915年8月24日
  - 時間：21:27
  - 月球位置：赤經22.14度、赤緯-10.2度
  - 食分：半影食分：0.600、全影食分：-0.417

## 外部連結
- NASA月食專頁（页面存档备份，存于）（英文）